# Stefan Hempel (Musiker)

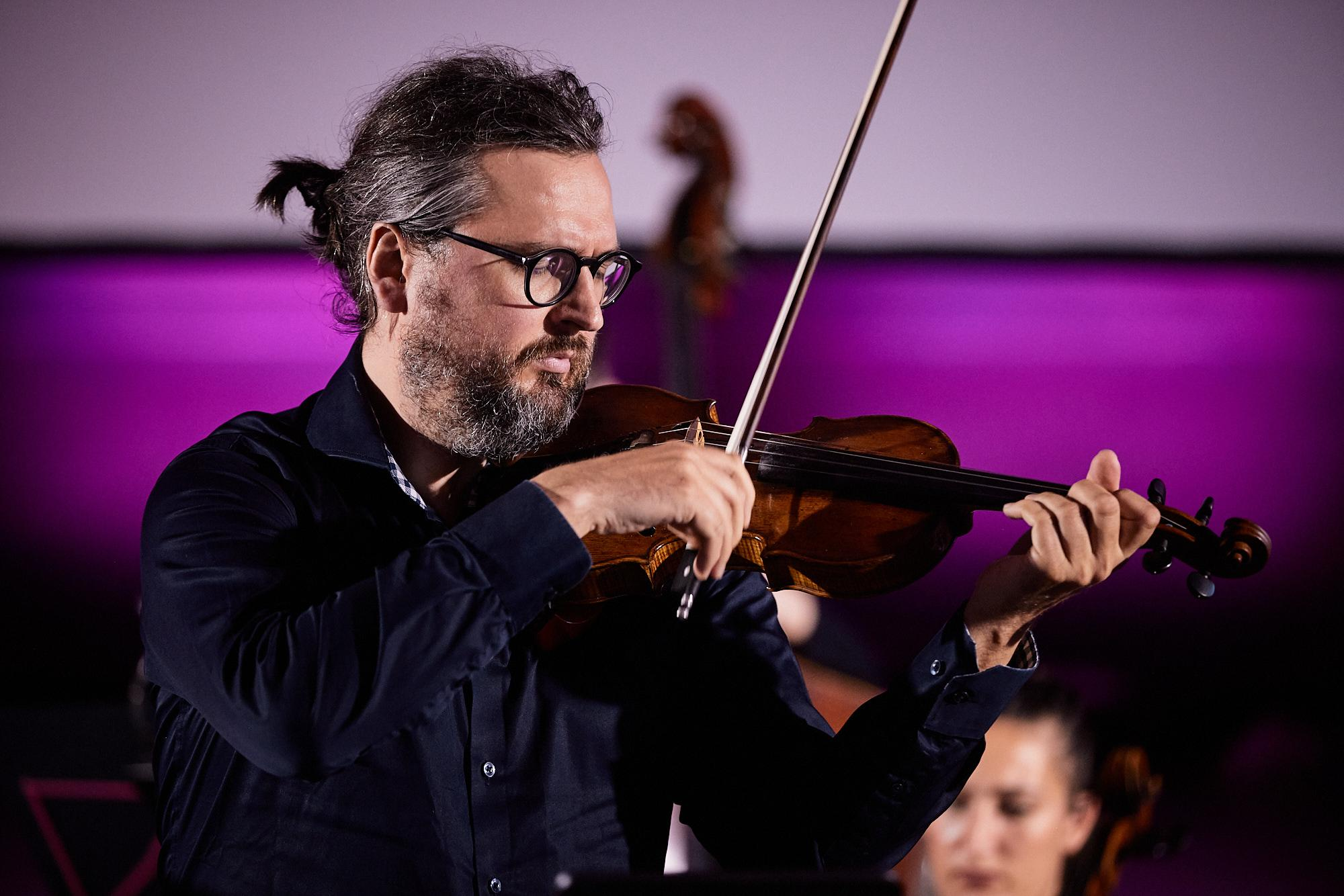
Stefan Hempel (2022)

Stefan Hempel (* 24. Mai 1980 in Leipzig) ist ein deutscher Violinist und Hochschulprofessor.

## Künstlerischer Werdegang
Stefan Hempel studierte bei Stephan Picard und Eberhard Feltz (Kammermusik) an der Hochschule für Musik Hanns Eisler Berlin, wo er sein Studium 2008 mit dem Konzertexamen  abschloss. Er gewann mehrere Preise bei internationalen Wettbewerben wie dem Max Rostal-Violinwettbewerb (2006), der Michael Hill International Violin Competition (2007) und dem Internationalen Wettbewerb „Schubert und die Musik der Moderne“ in Graz 2008.
Seine Konzerttätigkeit als Violinist des Morgenstern Trios, dem er seit 2009 angehört, erstreckt sich auf nahezu alle Kontinente, mit zahlreichen Debüts in den wichtigsten Konzerthäusern wie dem Wiener Musikverein, Concertgebouw Amsterdam, der New Yorker Carnegie Hall, Lincoln- und Kennedy-Center, Ilshin Hall, Seoul und der Berliner Philharmonie. Zahlreiche CD-Veröffentlichungen und Radioproduktionen dokumentieren die künstlerische Arbeit des Ensembles.
Nach einem Assistenz-Lehrauftrag an der Hochschule für Musik Hanns Eisler Berlin und einer Professurvertretung von Kolja Lessing an der Musikhochschule Stuttgart wurde  Hempel 2010  an die Hochschule für Musik und Theater Rostock berufen.

## Diskografie
- Trios von D. Schostakowitsch, L. Bernstein und B. Smetana mit Morgenstern Trio (Azica Records; 2010)
- Werke für Klaviertrio von Germaine Tailleferre, Maurice Ravel und Jacqueline Fontyn (Ersteinspielung) mit Morgenstern Trio (Avi – Service for Music; 2015)
- Schubert – Schumann. Klaviertrio Nr. 1 d-Moll von R. Schumann und F. Schubert: Klaviertrio Es-Dur D 929 mit Morgenstern Trio (Kaleidos Musikeditionen; 2014)
- „Transformations“- Werke von E. Bloch (Nocturnes), F. Bridge (Phantasy Trio), Pierre Jalbert (Ersteinspielung, dem Morgenstern Trio gewidmet) und Ìlhan Baran (Azica Records; 2019)
- Äcker des Ruhrgebietes. Mit Ensemble Ruhr und Jason Bartsch, Slam-Poetry: u. a. Haydn: Violinkonzert G-Dur als Solist (Kaleidos Musikeditionen; 2021)
- Schubert – Schumann Vol. 2. Klaviertrio Nr. 2 F-Dur op. 80 von R. Schumann und F. Schubert: Klaviertrio B-Dur D 898 mit Morgenstern Trio (Kaleidos Musikeditionen; 2022)
- Alfred Huber – Chamber Music. Ersteinspielung u. a. mit Morgenstern Trio (audite; 2022)
- Myths and Melodies – Music between the wars. Violinwerke des 20. Jh. von O. Messiaen, K. Szymanowski, S. Prokofiew und E.W. Korngold mit Daniel Seroussi, Klavier (audite; 2023)

## Wettbewerbe und Auszeichnungen
- 2004: 2. Preis beim Wettbewerb der Deutschen Musikhochschulen, als Primarius des Chagall Quartetts
- 2005: Boris-Pergamenschikow-Preis für Kammermusik[3]
- 2005: 2. Preis Internationaler Joseph Joachim Kammermusikwettbewerb in Weimar, mit Chagall Quartett[4]
- 2006: 1. Preis Violinwettbewerb der Ibolika-Gyarfas-Stiftung
- 2006: 3. Preis Internationaler Max-Rostal-Violinwettbewerb
- 2007: 3. Preis International Michael Hill Violin Competition, Neuseeland
- 2008: 2. Preis (bei Nichtvergabe des 1. Preises) Internationaler Wettbewerb „Schubert und die Musik der Moderne“ Graz im Duo mit Daniel Seroussi, Klavier
- 2015: Förderpreis des Landes NRW für Morgenstern Trio[5]